# Lamoria eumeces
Lamoria eumeces är en fjärilsart som beskrevs av Turner 1913. Lamoria eumeces ingår i släktet Lamoria och familjen mott. Inga underarter finns listade i Catalogue of Life.